# Пон Фок Лок
Пон Фок Лок (англ. Poon Fook Loke, 30 мая 1951) — малайзийский хоккеист (хоккей на траве), полевой игрок.

## Биография
Пон Фок Лок родился 30 мая 1951 года.
В 1976 году вошёл в состав сборной Малайзии по хоккею на траве на летних Олимпийских играх в Монреале, занявшей 8-е место. Играл в поле, провёл 7 матчей, забил 1 мяч в ворота сборной Канады.
В 1984 году вошёл в состав сборной Малайзии по хоккею на траве на летних Олимпийских играх в Лос-Анджелесе, занявшей 11-е место. Играл в поле, провёл 7 матчей, мячей не забивал.